# Midnight Club 3:DUB Edition
『Midnight Club 3: DUB Edition』（ミッドナイトクラブスリー ディーユービ エディション）はミッドナイトクラブシリーズ3作目のレースゲーム作品である。開発会社はロックスター・サンディエゴ、発売会社ロックスター・ゲームス。前々作の1作目と前作2作目は非合法なストリートレースだった影響で、プレイヤーが運転する車（2作目は以降は車とバイク）は実在する車などをモデルとした架空の車やバイクだったが、今作ではすべて実在する車やバイクとなった。
なお、発売日は2005年4月12日（ただしPSP版のみ同年6月発売）。機種はPlayStation 2、Xbox、PlayStation Portable。日本語版未発売。MCシリーズ唯一ESRB:E10+（対象年齢10歳以上）対象作品でもある。
また新たにマシンとコースが追加されたマイナーチェンジ版『Midnight Club 3: DUB Edition Remix』が発売された。発売日は2006年3月13日。機種はPlayStation 2、Xbox。

## ゲームモード
- キャリアモード

前作『II』と違い、車の入手方法はお金をためて購入する方法と、ライバルを倒したりトーナメントなどで勝利すると入手可能になる方法がある。特定のライバルを倒すと次の町が開放される点は前作と同じ。
- アーケードモード

キャリアモードでクリアしたコースなどをプレイできるモード。キャリアモードと違い、時間や天候などが変更可能。
- オンラインモード（PS2版、Xbox版限定）

インターネット回線を使って、全世界のプレイヤーと対戦できるモード。最大8人まで対戦可能。

### 登場コース
- アメリカ・サンディエゴ

最初からプレイできる町。ロックスター・サンディエゴ社のスタジオのある都市でもある。路面電車が通っている。
- アトランタ

2つ目の町。唯一電車が通っていない。
- デトロイト

3つ目の町。唯一雪が降っている。有名な会社ゼネラルモーターズ社のある都市でもある。
- 日本・東京都

「ミッドナイトクラブ3: DUB Edition Remix」にのみ収録。前作『II』にも登場した都市でもあり、前作と同じマップであるが一部風景やグラフィックにアレンジがなされている。

### レース内容
- ノーマルレース - チェックポイントを順に回り、先にゴールすれば勝ち。
- サーキットレース - ノーマルレースの周回コース版。
- アンオーダードレース - チェックポイントを好きな順に回る。如何に道順やショートカットを上手く考えるかがカギで、難易度は高め。
- トーナメント - 複数のライバルとレースをし、高いランクを取るほど多くのポイントが与えられ、3戦（レースによっては4戦）の合計ポイントが高い者の勝利。
- クラブレース - 特定のタイプの車（もしくはバイク）を使ってのレース。全ステージクリアするとプレゼントカーがもらえる。

## 収録車種

### チューナー
- シボレー・コバルト SS（Remix版[3]）
- ダッジ・ネオン SRT4
- インフィニティ・G35（Remix版）
- レクサス・IS300
- 2004 三菱・エクリプス
- 三菱・ランサーエボリューションVIII
- 日産・350Z
- 日産・スカイラインGT-R R34
- 日産・スポーツコンセプト（Remix版）
- 2004 サイオン・tC（Remix版）
- サリーン・SR
- トヨタ・スープラ JZA80
- 2004 フォルクスワーゲン・ゴルフR32
- 2004 フォルクスワーゲン・ジェッタ

### マッスル（マッスルカー）
- 1966 キャデラック・クーペ・デビル（Remix版）
- 1970 キャデラック・エルドラド（Remix版）
- 1949 シボレー・フリートライン
- 1957 シボレー・ベルエア
- 1964　シボレー・インパラ
- 1963 シボレー・コルベット C2
- 1968 シボレー・コルベット C3（Remix版）
- 1970 シボレー・シェベル（Remix版）
- 1969 シボレー・カマロ
- 1981 シボレー・カマロ Z28
- 1970 シボレー・エルカミーノ SS
- 1978　シボレー・モンテカルロ
- 1969 ダッジ・チャージャー RT-SE 440
- ダッジ・チャージャー SRT-8（Remix版）
- 1968 ポンティアック・GTO
- 1970 ポンティアック・GTO "The Judge"

### SUV&トラック
- キャデラック・エスカレード
- キャデラック・エスカレード EXT
- シボレー・シルバラード SST
- シボレー・SSR（Remix版）
- ダッジ・ラム SRT10
- ダッジ・マグナム R/T（Remix版）
- ハマー・H1
- ハマー・H2
- ハマー・H3T（Remix版）
- インフィニティ・FX45（Remix版）
- メルセデス・ベンツ・G55 AMG
- メルセデス・ベンツ・G500

### ラグジュアリー（ラグジュアリーカー）
- キャデラック・CTS
- キャデラック・XLR（Remix版）
- シボレー・インパラSS
- クライスラー・300C
- ダッジ・スーパー8 HEMI（Remix版）
- ゲンバラ・GT750（カイエン改）（Remix版）
- GMC・ユーコン デナリ（Remix版）
- レクサス・GS430
- レクサス・SC430
- メルセデス・ベンツ・SL55 AMG
- メルセデス・ベンツ・SL500 AMG
- メルセデス・ベンツ・CL55 AMG
- メルセデス・ベンツ・CL500 AMG
- メルセデス・ベンツ・CLS55 AMG（Remix版）
- 2007 メルセデス・ベンツ・SL65 AMG
- フォルクスワーゲン・フェートン

### バイク（スポーツバイク）
- ドゥカティ・999R
- 2004 ドゥカティ・モンスター
- ドゥカティ・ポールスマート1000（Remix版）
- カワサキ・ニンジャ12R-ZX
- カワサキ・ポリス1000
- ドゥカティ・SS1000
- アプリリア・マイルファクトリー

### チョッパー（クルーザー）
- ホットマッチ･スカリー
- ホットマッチ・キューブイト
- ホットマッチ・デエレガンス
- ホットマッチ・チンゴン（Remix版）
- ホットマッチ・Vルクス（Remix版）
- ウエストコースト・チョッパーズ・CFL
- ウエストコースト・チョッパーズ・エルディアブロ

### エキゾティック
- キャデラック・シックスティーン
- キャデラック・シエン
- シボレー・コルベット C5 Z06
- クライスラー・ME 4-12
- ダッジ・バイパー GTS/R
- ゲンバラ・ツインターボ（996改）
- ゲンバラ・F355（F355改）（Remix版）
- ランボルギーニ・ディアブロ（Remix版）
- ランボルギーニ・ガヤルド
- ランボルギーニ・ムルシエラゴ
- ロータス・エリーゼ
- ロータス・エスプリ
- マクラーレン・F1
- メルセデス・ベンツ・CLK-GTR
- メルセデス・ベンツ・SLRマクラーレン
- パガーニ・ゾンダ C12S（Remix版）
- サリーン・S7

## 走行テクニック
- ニトロ - ガレージでニトロタンクを買うと使用出来る。最大4本まで増やせる。レース中使用すると一定時間急激に出力が増し、急加速が可能。ガレージに行く、もしくはレースではレース前、レース後などにもチャージされる。
- SST - 敵車の後ろに付き、気流が見えている状態ではスリップストリーム状態になっている。この状態では距離差が少ないほど早くSSTメーターが上がる（ゲージクラスタの外側）。チャージされると黄色から緑色になり、この状態でニトロボタンを押すと急加速が出来る。ニトロより加速力の上昇率は高い（相手が片輪走行中、もしくはバイクの場合チャージ不可）。
- バーンアウト - 停止状態、低速走行中にサイドブレーキを引いた状態でアクセルを吹かすと駆動輪が空転しバーンアウトが可能。ステアリングを切ると方向転換も可能。アクション、クラシック、スタティック視点でグルグルと回り続けると少し離れた所からの固定視点に切り替わる。その状態でサイドブレーキを解除し加速すると急加速が可能。
- 片輪走行 - 走行中に荷重移動ボタンを押しながらステアリングを切ると片輪走行が出来る。4輪車で狭い場所を抜ける際に便利である。またこの状態では敵車がSSTをするためのチャージが出来ない。バイクの場合は体重移動によるコーナリング性能の上昇、またスティックを上に倒すとウィリー走行、下に倒すと屈む。ブレーキング時にウィリーの操作をするとジャックナイフが出来る。

## 続編
続編は『4』または『IV』などとナンバリングタイトルではなく、ロサンゼルスという知名を使用したタイトルとなっている。
『II』や『3』は日本では発売されなかったが、続編は日本版が正式にロックスター・ゲームス（テイクツー・インタラクティブ・ジャパン）より発売された。

## 警察
前二作同様、今作にも警察が登場する。ただし、簡単に振り切れる場合がほとんどである。

### マップの表示色と状態
- 青色or赤色の点灯状態で自車に向かっている-所謂「秘匿追尾」状態。一定距離引き離せば追尾を止める。追いつくと追跡される。
- 青色or赤色の点滅状態で自車に猛スピードで向かっている-追跡されている。警察の近くで車が壊れると逮捕される。
- 青色or赤色の点灯状態で動かない-パトカーが壊れて走行不能になっている。

マップの周りが点滅している場合は自車を追跡しているが、点滅していない場合はライバル車を追跡している。

## 特殊装備
ゲームを進めると使用可能になる。使用すると一定時間その恩恵を受けることが出来る。スタンバイ可能数は最大5個まで。
- ZONE-スローモーションになり、急なコーナーを上手く曲がったり、障害物を避ける際、判断時間を多く取る事が出来るようになる。なお、次回作にも登場している。
- AGRO-自車が無敵になり、敵車、一般車を吹き飛ばせる。ZONE同様次回作にも登場している。
- ROAR-一般車が避ける。上記2タイプ同様次回作にも登場している。

## ロックスター・ゲームスのロゴ
ミッドナイトクラブシリーズで初めて集め物が存在する。町中にこっそりとロックスター・ゲームスのロゴ（R★ロゴ）が各都市12個、全36個隠れており、見つけてそこに車を当てると獲得可能。12個集めるたびに隠しアイテムが入手される仕組みになっている。なお、次回作（シリーズ4作目）の『ミッドナイトクラブ:ロサンゼルス』にも若干異なるが、これによく似た集めものがある。

### アンロックされるアイテム
- 12個 - R★バイナル
- 24個 - R★ナンバープレート
- 36個 -　隠しライダー

## ゲーム中に登場するアイテム
プレイヤーにとって有利になるもの、敵を不利にするもの、無差別攻撃の3タイプに分かれる。ただし、アーケードモードでのみ登場。
- +1 Nitro（+1ニトロ）を1個増やす（ストックがMAXの時は獲得されない）。
- Shiled（シールド） - 一定時間シールドを張り、ダメージを喰らわない（防いだダメージが大きいほどシールドが明るく光る）。
- Quad Damege（クワッドダメージ） - 一定時間敵車衝突時に与えるダメージを4倍に高める。
- Pulse（パルス） - 衝撃波を発し、周辺の車を吹き飛ばす。
- Reverse Steerring（リバースステアリング） - 一定時間ステアリングの左右の機能を交換し、相手に操作ミスをさせる（対人戦では、攻撃時にミスし、人間の順応能力でそれに慣れた直後、解除されミスをするというダブルアタックも可能）。
- Ice（アイス） - 一定時間路面が凍結したかのような挙動にさせる。
- Stop（ストップ） - 一定時間敵車を足止めできる。その間アクセルを踏むとバーンナウトする。ニトロ発動で多少動く事はできる。
- Go（ゴー） - 最初にニトロがあれば1個発動させ、その後一定時間アクセルベタ踏み状態にさせる。コーナー直前で使うとオーバースピードでミスをさせられる。プレイヤーにかけられた場合、高速道路などのコースならしばらくクルーズコントロール代わりに使うという手も。
- Stealth（ステルス） - 一定時間敵車・一般車・破損可能なオブジェクトに当たらない。また相手には影以外何も見えず、警察の追跡も止まる。ステルス機をモチーフにしている。
- Disruptor（ディスラプター） - 一定時間相手に目眩を起こさせる。